# مهمانان ویژه
مهمانان ویژه یک مجموعه تلویزیونی طنز محصول سال ۱۳۹۱–۱۳۹۰ به کارگردانی سید جواد رضویان و وحید ببریان، نویسندگی محسن کیایی و تهیه‌کنندگی سعید اردکانی و علی‌اکبر جناغی می‌باشد که از شبکه تهران پخش شد. این مجموعه در ۱۴ قسمت ۴۵ دقیقه‌ای تهیه شده‌است.

## خلاصه داستان
داستان این مجموعه دربارهٔ مجید کشاورز، استاد جوان و موفق دانشگاه است که به تنهایی در طبقه بالای خانه آقای کیهانی (رئیس دانشگاهی که در آن تدریس می‌کند) زندگی می‌کند. پریسا دختر کیهانی دانشجوی مجید در دانشگاه است و علاقه‌ای بین آن‌ها به وجود آمده‌است. مجید از او خواستگاری می‌کند. آقای کیهانی از مجید می‌خواهد که همراه خانواده خود آخر هفته برای مراسم خواستگاری به خانه آن‌ها بروند و مشکلات مجید از همین‌جا شروع می‌شود.

## بازیگران
| بازیگر         | نقش     | توضیحات                             |
| -------------- | ------- | ----------------------------------- |
| علیرضا خمسه    | جعفر    | پدر مجید و سارا و سعید، همسر نصرت   |
| رضا بابک       | کیهانی  | پدر پریسا و پارسا، همسر فخری        |
| امیرحسین صدیق  | مجید    | برادر سارا و سعید، پسر جعفر و نصرت  |
| پوراندخت مهیمن | فخری    | مادر پریسا و پارسا، زن کیهانی       |
| مرضیه صدرایی   | نصرت    | مادر مجید و سارا و سعید، زن جعفر    |
| آشا محرابی     | سارا    | خواهر مجید و سعید، دختر جعفر و نصرت |
| بیتا سحرخیز    | پریسا   | خواهر پارسا، دختر کیهانی و فخری     |
| محسن کیایی     | پارسا   | برادر پریسا، پسر کیهانی و فخری      |
| ایمان صفا      | سعید    | برادر مجید و سارا، پسر جعفر و نصرت  |
| داریوش اسدزاده | نادری   | پدر نازی‌خانم                        |
| نصرالله رادش   | هومن    | خواستگار نازی‌خانم                   |
| فقیه سلطانی    | نازی    | دختر آقای‌نادری                      |
| افشین سنگ‌چاپ   | ابراهیم | دزد گوسفند                          |

## تولید
برخی از عوامل سازنده این مجموعه عبارتند از: محسن کیایی (نویسنده)، محمد علی‌زاده (صدابردار)، امیر معقولی (تصویربردار فاز اول)، منصور عبدرضائی (تصویربرداری فاز دوم). مجید فاضلی (مدیرتولید)، عباس مرادیان (تدوین‌گر) و رضا خسروی (موسیقی). شهرک غرب، جاده اقشت (کرج) و… از لوکیشن‌های اصلی این مجموعه بوده‌است.